# Lance Alworth
Lance Dwight Alworth (Houston, Texas, 3 de agosto de 1940), más conocido como Lance Alworth, es un exjugador profesional estadounidense de fútbol americano que se desempeñó en la posición de wide receiver en la National Football League (NFL). Es miembro del Salón de la Fama del Fútbol Americano Profesional.

## Carrera
Alworth jugó como profesional nueve temporadas en San Diego Chargers (1962-1970), después pasó a Dallas Cowboys, donde jugó dos temporadas (1971-1972), y fue el equipo en el que se retiró.

## Reconocimiento
El 29 de julio de 1978, ingresó como miembro al Salón de la Fama del Fútbol Americano Profesional.